# Virtus Pallacanestro Bologna 2024-2025
Questa voce raccoglie le informazioni riguardanti la Virtus Pallacanestro Bologna nelle competizioni ufficiali della stagione 2024-2025.

## Stagione
La stagione 2024-2025 della Virtus Pallacanestro Bologna sponsorizzata Segafredo, sarà l'86ª nel massimo campionato italiano di pallacanestro, la Serie A. 
Il 4 dicembre, dopo la sconfitta casalinga in Eurolega contro l'Alba Berlino, Luca Banchi rassegna le proprie dimissioni, con un comunicato la società afferma la volontà del capo allenatore il 5 dicembre. Come successore viene assunto lo stesso giorno il montenegrino Duško Ivanović.

## Maglie
Il fornitore ufficiale del materiale tecnico per la stagione 2024-2025 sarà Adidas.

## Roster
Aggiornato al 15 maggio 2025
| Segafredo Virtus Bologna 2024-25 | Segafredo Virtus Bologna 2024-25 |
| Giocatori                        | Staff tecnico                    |
| -------------------------------- | -------------------------------- |

| N. | Naz.                                   | Ruolo | Nome                | Anno | Alt.   | Peso   |  |
| -- | -------------------------------------- | ----- | ------------------- | ---- | ------ | ------ |  |
| 00 | Francia (bandiera)                     | GA    | Isaïa Cordinier     | 1996 | 196 cm | 89 kg  |  |
| 1  | Stati Uniti (bandiera)                 | AP    | Justin Holiday      | 1989 | 198 cm | 82 kg  |  |
| 2  | Italia (bandiera)                      | G     | Matteo Accorsi      | 2007 | 191 cm |        |  |
| 3  | Italia (bandiera)                      | G     | Marco Belinelli (C) | 1986 | 196 cm | 100 kg |  |
| 6  | Italia (bandiera)                      | P     | Alessandro Pajola   | 1999 | 194 cm | 95 kg  |  |
| 8  | Stati Uniti (bandiera)                 | AP    | Will Clyburn        | 1990 | 201 cm | 95 kg  |  |
| 9  | Italia (bandiera)                      | GA    | Riccardo Visconti   | 1998 | 198 cm | 90 kg  |  |
| 11 | Stati Uniti (bandiera)                 | P     | Brandon Taylor      | 1994 | 178 cm | 77 kg  |  |
| 15 | Stati Uniti (bandiera)                 | C     | Devontae Cacok      | 1996 | 204 cm | 109 kg |  |
| 21 | Georgia (bandiera)                     | AG    | Tornik'e Shengelia  | 1991 | 206 cm | 106 kg |  |
| 23 | Italia (bandiera)                      | PG    | Daniel Hackett      | 1987 | 196 cm | 96 kg  |  |
| 24 | Lettonia (bandiera)                    | AG    | Andrejs Gražulis    | 1993 | 202 cm | 101 kg |  |
| 30 | Stati Uniti (bandiera)                 | P     | Matt Morgan         | 1997 | 188 cm | 79 kg  |  |
| 33 | Italia (bandiera)                      | AG    | Achille Polonara    | 1991 | 205 cm | 93 kg  |  |
| 35 | Senegal (bandiera) · Italia (bandiera) | C     | Mouhamet Diouf      | 2001 | 206 cm | 105 kg |  |
| 41 | Croazia (bandiera)                     | C     | Ante Žižić          | 1997 | 210 cm | 121 kg |  |
| 45 | Italia (bandiera)                      | A     | Nicola Akele        | 1995 | 203 cm | 96 kg  |  |
| 59 | Stati Uniti (bandiera)                 | G     | Rayjon Tucker       | 1997 | 191 cm | 95 kg  |  |
| -  | Croazia (bandiera) · Italia (bandiera) | AG    | Leo Menalo (IN)     | 2002 | 208 cm | 95 kg  |  |

| Allenatore |
| - Luca Banchi (fino al 5 dicembre) - Duško Ivanović (dal 5 dicembre)                                                                                         |
| Assistente/i |
| - Matteo Cassinerio - Andrea Crosariol - Christian Fedrigo - Nenad Jakovljević - Daniele Parente Legenda - (C) Capitano - (IN) Inattivo - Infortunato Roster |

## Mercato

### Sessione estiva
| P  | Matt Morgan       | London Lions     | svincolato    |
| G  | Rayjon Tucker     | Reyer Venezia    | svincolato    |
| G  | Riccardo Visconti | V.L. Pesaro      | svincolato    |
| AP | Will Clyburn      | Anadolu Efes     | svincolato    |
| A  | Nicola Akele      | Brescia          | svincolato    |
| AG | Andrejs Gražulis  | Free agent       | svincolato    |
| AG | Leo Menalo        | Pall. Trieste    | fine prestito |
| AC | Mouhamet Diouf    | Breogán          | svincolato    |
| C  | Gora Camara       | Universo Treviso | fine prestito |

| Cessioni | Cessioni         | Cessioni            | Cessioni       | Cessioni |
| R.       | Nome             | a                   | Modalità       |          |
| -------- | ---------------- | ------------------- | -------------- | -------- |
| P        | Bruno Mascolo    | Universo Treviso    | rescissione    |          |
| G        | Rihards Lomažs   | Free agent          | fine contratto |          |
| G        | Gabriel Lundberg | Partizan            | fine contratto |          |
| AP       | Awudu Abass      | Dubai BC            | fine contratto |          |
| AP       | Ognjen Dobrić    | Stella Rossa        | rescissione    |          |
| AC       | Jordan Mickey    | Free agent          | fine contratto |          |
| C        | Gora Camara      | Rinascita B. Rimini | fine contratto |          |
| C        | Bryant Dunston   | Žalgiris Kaunas     | fine contratto |          |

### Dopo l'inizio della stagione
| Acquisti | Acquisti       | Acquisti   | Acquisti        | Acquisti   |
| R.       | Nome           | da         | Data            | Modalità   |
| -------- | -------------- | ---------- | --------------- | ---------- |
| AP       | Justin Holiday | Free agent | 1 febbraio 2025 | svincolato |
| P        | Brandon Taylor | Coruña     | 14 maggio 2025  | svincolato |

| Cessioni | Cessioni          | Cessioni          | Cessioni         | Cessioni       |
| R.       | Nome              | a                 | Data             | Modalità       |
| -------- | ----------------- | ----------------- | ---------------- | -------------- |
| AG       | Leo Menalo        | Fortitudo Bologna | 2 novembre 2024  | prestito       |
| C        | Devontae Cacok    | Free agent        | 14 novembre 2024 | rescissione    |
| G        | Riccardo Visconti | Fundación Granada | 24 marzo 2025    | rescissione    |
| G        | Rayjon Tucker     | AEK Atene         | 29 marzo 2025    | definitivo     |
| AG       | Andrejs Gražulis  | Joventut Badalona | 1° aprile 2025   | prestito       |
| AP       | Justin Holiday    | Free agent        | 30 aprile 2025   | fine contratto |

## Risultati

### Serie A

#### Stagione regolare

##### Girone di andata
| Arbitri: | Michele Rossi (Anghiari) Andrea Bongiorni (Pisa) Sergio Noce (Latina) |

|                                            |            |                                            |
| Robinson 27 Alibegović 14 Notae, Yeboah 13 | Punti      | 15 Belinelli 13 Cordinier 11 Morgan, Žižić |
| Robinson 6                                 | Assist     | 5 Cordinier                                |
| Alibegović 8                               | Rimbalzi   | 11 Žižić                                   |
| Jasmin Repeša                              | Allenatori | Luca Banchi                                |

| Arbitri: | Carmelo Lo Guzzo (Pisa) Giacomo Dori (Mirano) Matteo Lucotti (Binasco) |

|                                            |            |                               |
| Cordinier 16 Belinelli, Tucker 12 Morgan 9 | Punti      | 16 Forrest 15 Silins 11 Rowan |
| Pajola 7                                   | Assist     | 7 Forrest                     |
| Shengelia, Žižić 10                        | Rimbalzi   | 8 Childs                      |
| Luca Banchi                                | Allenatori | Dante Calabria                |

| Arbitri: | Beniamino Manuel Attard (Priolo Gargallo) Mark Bartoli (Trieste) Marco Catani (Pescara) |

|                                      |            |                                   |
| Kabengele 15 Tessitori 13 Wheatle 12 | Punti      | 17 Shengelia 11 Belinelli 9 Žižić |
| Wheatle 4                            | Assist     | 3 Clyburn, Pajola                 |
| Kabengele 11                         | Rimbalzi   | 7 Diouf                           |
| Neven Spahija                        | Allenatori | Luca Banchi                       |

| Arbitri: | Guido Giovannetti (Bari) Andrea Bongiorni (Pisa) Christian Borgo (Grumolo delle Abbadesse) |

|                                            |            |                                   |
| Morgan 16 Belinelli, Žižić 14 Shengelia 12 | Punti      | 17 Strautins 15 Baldasso 13 Kuhse |
| Cordinier 6                                | Assist     | 3 Denegri, Gorham, Kuhse, Vital   |
| Shengelia, Žižić 7                         | Rimbalzi   | 5 Gorham                          |
| Luca Banchi                                | Allenatori | Walter De Raffaele                |

| Arbitri: | Saverio Lanzarini (Bologna) Andrea Bongiorni (Pisa) Andrea Valzani (Taranto) |

|                            |            |                                          |
| Jones 20 Davis 15 Lacey 12 | Punti      | 13 Cordinier 12 Polonara 9 Diouf, Morgan |
| Davis 3                    | Assist     | 5 Clyburn                                |
| Nikolić, Owens 7           | Rimbalzi   | 7 Polonara                               |
| Demis Cavina               | Allenatori | Luca Banchi                              |

| Arbitri: | Carmelo Lo Guzzo (Palermo) Martino Galasso (Siena) Gianluca Capotorto (Roma) |

|                                 |            |                                      |
| Diouf 22 Morgan 20 Cordinier 12 | Punti      | 26 Olisevičius 23 Harrison 21 Bowman |
| Morgan, Pajola 5                | Assist     | 8 Bowman                             |
| Clyburn 5                       | Rimbalzi   | 13 Paulicap                          |
| Luca Banchi                     | Allenatori | Francesco Vitucci                    |

| Arbitri: | Guido Giovannetti (Bari) Giacomo Dori (Mirano) Giulio Pepponi (Spello) |

|                                 |            |                                      |
| Librizzi 28 Johnson 18 Hands 16 | Punti      | 23 Belinelli 19 Shengelia 15 Clyburn |
| Librizzi 9                      | Assist     | 8 Pajola                             |
| Johnson 10                      | Rimbalzi   | 5 Hackett, Žižić                     |
| Herman Mandole                  | Allenatori | Luca Banchi                          |

| Arbitri: | Beniamino Manuel Attard (Priolo Gargallo) Sergio Noce (Latina) Silvia Marziali (Viterbo) |

|                                       |            |                                      |
| Shengelia 19 Belinelli 14 Polonara 10 | Punti      | 19 Halilović 17 Bendžius 15 Veronesi |
| Cordinier, Pajola 6                   | Assist     | 4 Cappelletti                        |
| Cordinier 5                           | Rimbalzi   | 7 Halilović                          |
| Luca Banchi                           | Allenatori | Nenad Marković                       |

| Arbitri: | Manuel Mazzoni (Grosseto) Alessandro Perciavalle (Torino) Martino Galasso (Siena) |

|                                 |            |                                                |
| Burnell 24 Ivanović 22 Bilan 16 | Punti      | 20 Shengelia 16 Belinelli 12 Clyburn, Polonara |
| Della Valle 6                   | Assist     | 4 Cordinier, Hackett                           |
| Bilan 7                         | Rimbalzi   | 13 Shengelia                                   |
| Giuseppe Poeta                  | Allenatori | Luca Banchi                                    |

| Arbitri: | Beniamino Manuel Attard (Priolo Gargallo) Tolga Ozge Sahin (Messina) Sergio Noce (Latina) |

|                                       |            |                                            |
| Mirotić 21 Brooks, LeDay 10 Shields 9 | Punti      | 19 Shengelia 12 Clyburn, Žižić 9 Belinelli |
| Mannion 4                             | Assist     | 5 Hackett                                  |
| Mirotić 7                             | Rimbalzi   | 6 Clyburn, Pajola                          |
| Ettore Messina                        | Allenatori | Nenad Jakovljević                          |

| Arbitri: | Michele Rossi (Anghiari) Daniele Vallerani (Ferentino) Gianluca Capotorto (Roma) |

|                                  |            |                                      |
| Žižić 16 Cordinier 14 Clyburn 11 | Punti      | 19 Ross 12 Brooks, Uthoff 10 Ruzzier |
| Pajola 5                         | Assist     | 8 Ruzzier                            |
| Žižić 8                          | Rimbalzi   | 9 Uthoff                             |
| Duško Ivanović                   | Allenatori | Jamion Christian                     |

| Arbitri: | Valerio Grigioni (Roma) Denny Borgioni (Roma) Edoardo Gonella (Genova) |

|                         |            |                                             |
| Lamb 21 Cale 17 Ford 13 | Punti      | 16 Cordinier 13 Pajola 10 Belinelli, Morgan |
| Ellis 5                 | Assist     | 3 Belinelli, Pajola                         |
| Cale 7                  | Rimbalzi   | 5 Cordinier                                 |
| Paolo Galbiati          | Allenatori | Duško Ivanović                              |

| Arbitri: | Beniamino Manuel Attard (Priolo Gargallo) Alessandro Nicolini (Bagheria) Alessio Dionisi (Fabriano) |

|                                                                   |            |                            |
| Pajola 13 Clyburn, Morgan, Polonara 10 Cordinier, Diouf, Tucker 9 | Punti      | 18 Gray 15 Sorokas 14 Anim |
| Pajola 10                                                         | Assist     | 4 Gray                     |
| Polonara 8                                                        | Rimbalzi   | 6 Gray                     |
| Duško Ivanović                                                    | Allenatori | Damiano Pilot              |

| Arbitri: | Andrea Bongiorni (Pisa) Denis Quarta (Torino) Giulio Pepponi (Spello) |

|                                  |            |                                  |
| Faried 14 Barford 11 Uglietti 10 | Punti      | 19 Belinelli 10 Pajola 9 Hackett |
| Uglietti 3                       | Assist     | 8 Pajola                         |
| Faried 8                         | Rimbalzi   | 4 Gražulis, Pajola               |
| Dīmītrīs Priftīs                 | Allenatori | Duško Ivanović                   |

| Arbitri: | Lorenzo Baldini (Firenze) Martino Galasso (Siena) Marco Catani (Pescara) |

|                                      |            |                                     |
| Belinelli 20 Gražulis 16 Polonara 14 | Punti      | 17 Pullen 15 Totè 10 Bentil, Treier |
| Pajola 9                             | Assist     | 9 Pangos                            |
| Polonara 6                           | Rimbalzi   | 7 Bentil                            |
| Duško Ivanović                       | Allenatori | Giorgio Valli                       |

##### Girone di ritorno
| Arbitri: | Tolga Ozge Sahin (Messina) Fabrizio Paglialunga (Massafra) Alessandro Nicolini (Bagheria) |

|                                                  |            |                                  |
| Shengelia 15 Belinelli, Polonara 14 Cordinier 12 | Punti      | 16 Davis, Owens 11 Lacey 9 Jones |
| Pajola 7                                         | Assist     | 5 Davis                          |
| Shengelia 8                                      | Rimbalzi   | 11 Owens                         |
| Duško Ivanović                                   | Allenatori | Pierluigi Brotto                 |

| Arbitri: | Carmelo Lo Guzzo (Pisa) Giacomo Dori (Mirano) Gianluca Capotorto (Roma) |

|                                            |            |                                                |
| Bendžius, Fobbs 16 Bibbins 12 Halilović 10 | Punti      | 13 Belinelli, Tucker 12 Diouf, Pajola 7 Morgan |
| Bibbins 7                                  | Assist     | 9 Pajola                                       |
| Halilović 12                               | Rimbalzi   | 9 Diouf                                        |
| Massimo Bulleri                            | Allenatori | Duško Ivanović                                 |

| Arbitri: | Beniamino Manuel Attard (Priolo Gargallo) Andrea Bongiorni (Pisa) Giulio Pepponi (Spello) |

|                                 |            |                              |
| Shengelia 16 Morgan 15 Diouf 13 | Punti      | 20 Wiltjer 15 Ennis 12 Parks |
| Shengelia 5                     | Assist     | 6 Parks                      |
| Shengelia 10                    | Rimbalzi   | 9 Kabengele                  |
| Duško Ivanović                  | Allenatori | Neven Spahija                |

| Arbitri: | Lorenzo Baldini (Firenze) Denis Quarta (Torino) Martino Galasso (Siena) |

|                               |            |                                   |
| Vital 22 Gorham 12 Kamagate 8 | Punti      | 14 Holiday 13 Hackett 12 Gražulis |
| Kuhse 4                       | Assist     | 7 Pajola                          |
| Kamagate 6                    | Rimbalzi   | 10 Polonara                       |
| Walter De Raffaele            | Allenatori | Duško Ivanović                    |

| Arbitri: | Tolga Ozge Sahin (Messina) Denny Borgioni (Roma) Andrea Bongiorni (Pisa) |

|                                     |            |                                              |
| Belinelli 19 Morgan 16 Shengelia 15 | Punti      | 22 Mirotić 17 LeDay 9 Brooks, Mannion, Tonut |
| Pajola 5                            | Assist     | 2 Causeur, Flaccadori                        |
| Belinelli 7                         | Rimbalzi   | 8 Brooks                                     |
| Duško Ivanović                      | Allenatori | Ettore Messina                               |

| Arbitri: | Beniamino Manuel Attard (Priolo Gargallo) Edoardo Gonella (Genova) Giulio Pepponi (Spello) |

|                                       |            |                                     |
| Cordinier 23 Polonara 13 Belinelli 11 | Punti      | 15 Lamb, Zukauskas 13 Niang 11 Ford |
| Cordinier 7                           | Assist     | 6 Ellis                             |
| Polonara 6                            | Rimbalzi   | 9 Lamb                              |
| Duško Ivanović                        | Allenatori | Paolo Galbiati                      |

| Arbitri: | Carmelo Lo Guzzo (Pisa) Alessandro Perciavalle (Torino) Matteo Lucotti (Binasco) |

|                                     |            |                                              |
| Pullen, Zubčić 25 Pangos 16 Totè 12 | Punti      | 13 Belinelli, Diouf 12 Shengelia 10 Polonara |
| Pangos 8                            | Assist     | 9 Cordinier                                  |
| Totè 7                              | Rimbalzi   | 6 Shengelia                                  |
| Giorgio Valli                       | Allenatori | Duško Ivanović                               |

| Arbitri: | Guido Giovannetti (Bari) Denis Quarta (Torino) Daniele Vallerani (Ferentino) |

|                                 |            |                                   |
| Brown 18 Valentine 17 Brooks 13 | Punti      | 25 Shengelia 20 Clyburn 13 Morgan |
| Ruzzier 9                       | Assist     | 4 Shengelia                       |
| Uthoff 11                       | Rimbalzi   | 7 Shengelia                       |
| Jamion Christian                | Allenatori | Duško Ivanović                    |

| Arbitri: | Michele Rossi (Anghiari) Saverio Lanzarini (Bologna) Martino Galasso (Siena) |

|                                                  |            |                                  |
| Cordinier, Morgan, Shengelia 14 Akele 8 Pajola 7 | Punti      | 15 Cheatham 7 Gombauld 6 Winston |
| Shengelia 3                                      | Assist     | 3 Uglietti, Winston              |
| Shengelia 7                                      | Rimbalzi   | 10 Faye                          |
| Duško Ivanović                                   | Allenatori | Dīmītrīs Priftīs                 |

| Arbitri: | Tolga Ozge Sahin (Messina) Giulio Pepponi (Spello) Simone Patti (Montesilvano) |

|                                                        |            |                                   |
| Bowman, Caroline 15 Olisevičius 12 Macura, Paulicap 10 | Punti      | 21 Shengelia 16 Hackett 15 Morgan |
| Mascolo 6                                              | Assist     | 8 Hackett                         |
| Paulicap 8                                             | Rimbalzi   | 11 Shengelia                      |
| Francesco Vitucci                                      | Allenatori | Duško Ivanović                    |

| Arbitri: | Guido Giovannetti (Bari) Michele Rossi (Anghiari) Alessandro Perciavalle (Torino) |

|                                             |            |                                          |
| Cordinier 21 Clyburn 15 Shengelia, Žižić 12 | Punti      | 14 Burnell 13 Bilan 10 Della Valle, Dowe |
| Clyburn 5                                   | Assist     | 7 Della Valle                            |
| Clyburn 6                                   | Rimbalzi   | 5 Bilan, Ndour                           |
| Duško Ivanović                              | Allenatori | Giuseppe Poeta                           |

| Arbitri: | Mark Bartoli (Trieste) Edoardo Gonella (Genova) Antonio Bartolomeo (San Pietro Vernotico) |

|                                        |            |                             |
| Forrest 20 Della Rosa 8 Allen, Cooke 6 | Punti      | 17 Žižić 16 Morgan 11 Diouf |
| Saccaggi 4                             | Assist     | 7 Cordinier                 |
| Cooke 11                               | Rimbalzi   | 8 Diouf                     |
| Gašper Okorn                           | Allenatori | Duško Ivanović              |

| Arbitri: | Lorenzo Baldini (Firenze) Giacomo Dori (Mirano) Martino Galasso (Siena) |

|                                                        |            |                                      |
| Clyburn, Morgan, Shengelia 14 Belinelli 13 Polonara 10 | Punti      | 20 Hands 10 Akobundu-Ehiogu 9 Alviti |
| Pajola 9                                               | Assist     | 6 Hands                              |
| Pajola 6                                               | Rimbalzi   | 7 Alviti                             |
| Duško Ivanović                                         | Allenatori | Ioannis Kastritis                    |

| Arbitri: | Andrea Bongiorni (Pisa) Fabrizio Paglialunga (Massafra) Simone Patti (Montesilvano) |

|                                  |            |                                    |
| Pinkins 22 Cinciarini 21 Anim 13 | Punti      | 24 Morgan 20 Polonara 18 Cordinier |
| Cinciarini 13                    | Assist     | 9 Morgan                           |
| Cinciarini, Pinkins 7            | Rimbalzi   | 8 Polonara                         |
| Marco Ramondino                  | Allenatori | Duško Ivanović                     |

| Arbitri: | Beniamino Manuel Attard (Priolo Gargallo) Guido Giovannetti (Bari) Daniele Vallerani (Ferentino) |

|                                          |            |                                              |
| Clyburn 28 Cordinier 16 Morgan, Žižić 12 | Punti      | 21 Eboua, Robinson 13 Galloway 10 Alibegović |
| Cordinier 7                              | Assist     | 9 Robinson                                   |
| Clyburn 10                               | Rimbalzi   | 6 Alibegović                                 |
| Duško Ivanović                           | Allenatori | Jasmin Repeša                                |

#### Playoff

##### Quarti di finale
| Arbitri: | Michele Rossi (Anghiari) Alessandro Perciavalle (Torino) Lorenzo Baldini (Firenze) |

|                                                            |            |                                    |
| Clyburn, Morgan 12 Belinelli, Pajola 11 Polonara, Žižić 10 | Punti      | 19 Moretti 15 Kabengele 14 Wiltjer |
| Cordinier, Shengelia 5                                     | Assist     | 4 Ennis, Wheatle                   |
| Shengelia 7                                                | Rimbalzi   | 11 Kabengele                       |
| Duško Ivanović                                             | Allenatori | Neven Spahija                      |

| Arbitri: | Beniamino Manuel Attard (Priolo Gargallo) Denny Borgioni (Roma) Sergio Noce (Latina) |

|                                   |            |                                  |
| Clyburn 19 Morgan 14 Cordinier 10 | Punti      | 22 Kabengele 18 Wiltjer 10 Ennis |
| Clyburn, Diouf, Pajola 4          | Assist     | 4 Ennis                          |
| Cordinier, Polonara 6             | Rimbalzi   | 14 Kabengele                     |
| Duško Ivanović                    | Allenatori | Neven Spahija                    |

| Arbitri: | Carmelo Lo Guzzo (Pisa) Valerio Grigioni (Roma) Edoardo Gonella (Genova) |

|                                             |            |                                  |
| Wiltjer 21 Ennis, Kabengele 13 Tessitori 11 | Punti      | 20 Morgan 18 Shengelia 11 Pajola |
| Ennis 7                                     | Assist     | 3 Hackett                        |
| Kabengele 11                                | Rimbalzi   | 5 Pajola, Žižić                  |
| Neven Spahija                               | Allenatori | Duško Ivanović                   |

| Arbitri: | Saverio Lanzarini (Bologna) Andrea Bongiorni (Pisa) Denis Quarta (Torino) |

|                                    |            |                                     |
| Kabengele 21 Munford 15 Wiltjer 13 | Punti      | 19 Diouf 17 Clyburn 9 Taylor, Žižić |
| Munford 6                          | Assist     | 7 Taylor                            |
| Kabengele 11                       | Rimbalzi   | 8 Diouf                             |
| Neven Spahija                      | Allenatori | Duško Ivanović                      |

| Arbitri: | Michele Rossi (Anghiari) Guido Giovannetti (Bari) Andrea Bongiorni (Pisa) |

|                                       |            |                                |
| Hackett 21 Morgan 14 Cordinier 13     | Punti      | 18 Parks 16 Ennis 11 Kabengele |
| Cordinier, Clyburn, Hackett, Taylor 2 | Assist     | 5 Munford                      |
| Diouf 4                               | Rimbalzi   | 6 Kabengele, Parks             |
| Duško Ivanović                        | Allenatori | Neven Spahija                  |

##### Semifinali
| Arbitri: | Beniamino Manuel Attard (Priolo Gargallo) Mark Bartoli (Trieste) Valerio Grigioni (Roma) |

|                                         |            |                                     |
| Shengelia 18 Clyburn 13 Akele, Diouf 10 | Punti      | 14 Shields 12 Mirotić 10 Flaccadori |
| Hackett 4                               | Assist     | 4 Brooks                            |
| Akele 8                                 | Rimbalzi   | 7 Mirotić                           |
| Duško Ivanović                          | Allenatori | Ettore Messina                      |

| Arbitri: | Michele Rossi (Anghiari) Carmelo Lo Guzzo (Pisa) Denny Borgioni (Roma) |

|                                 |            |                                          |
| Diouf 14 Clyburn 11 Belinelli 9 | Punti      | 20 Brooks 14 Mirotić, Shields 11 Mannion |
| Cordinier 3                     | Assist     | 3 Brooks, Mannion                        |
| Pajola 5                        | Rimbalzi   | 7 Shields                                |
| Duško Ivanović                  | Allenatori | Ettore Messina                           |

| Arbitri: | Beniamino Manuel Attard (Priolo Gargallo) Guido Giovannetti (Bari) Lorenzo Baldini (Firenze) |

|                               |            |                                           |
| Mirotić 21 Shields 14 LeDay 8 | Punti      | 19 Cordinier, Shengelia 12 Taylor 8 Diouf |
| Ricci, Shields 3              | Assist     | 7 Taylor                                  |
| Mirotić 6                     | Rimbalzi   | 6 Shengelia                               |
| Ettore Messina                | Allenatori | Duško Ivanović                            |

| Arbitri: | Michele Rossi (Anghiari) Tolga Ozge Sahin (Messina) Denis Quarta (Torino) |

|                                |            |                                    |
| Mirotić 30 Shields 15 Brooks 9 | Punti      | 25 Shengelia 14 Cordinier 10 Diouf |
| Bolmaro 4                      | Assist     | 7 Pajola                           |
| LeDay 9                        | Rimbalzi   | 10 Shengelia                       |
| Ettore Messina                 | Allenatori | Duško Ivanović                     |

##### Finale
| Arbitri: | Beniamino Manuel Attard (Priolo Gargallo) Mark Bartoli (Trieste) Valerio Grigioni (Roma) |

|                                       |            |                               |
| Shengelia 29 Morgan 19 Diouf, Žižić 9 | Punti      | 16 Bilan 15 Rivers 14 Burnell |
| Pajola 4                              | Assist     | 11 Ivanović                   |
| Pajola 7                              | Rimbalzi   | 6 Burnell                     |
| Duško Ivanović                        | Allenatori | Giuseppe Poeta                |

| Arbitri: | Michele Rossi (Anghiari) Guido Giovannetti (Bari) Alessandro Perciavalle (Torino) |

|                                  |            |                                 |
| Shengelia 15 Taylor 13 Pajola 11 | Punti      | 21 Burnell 12 Ivanović 10 Bilan |
| Shengelia 7                      | Assist     | 8 Della Valle                   |
| Shengelia 8                      | Rimbalzi   | 8 Burnell                       |
| Duško Ivanović                   | Allenatori | Giuseppe Poeta                  |

| Arbitri: | Saverio Lanzarini (Bologna) Andrea Bongiorni (Pisa) Edoardo Gonella (Genova) |

|                                         |            |                                         |
| Burnell 24 Bilan 17 Ivanović, Rivers 11 | Punti      | 31 Shengelia 19 Taylor 11 Diouf, Morgan |
| Burnell 4                               | Assist     | 6 Taylor                                |
| Bilan 8                                 | Rimbalzi   | 9 Shengelia                             |
| Giuseppe Poeta                          | Allenatori | Duško Ivanović                          |

### Eurolega

#### Stagione Regolare

##### Girone di andata
| Arbitri: | Sreten Radović Gytis Vilius Alberto Baena |

|                                                             |            |                              |
| Cordinier 16 Shengelia 12 Belinelli, Diouf, Morgan, Žižić 7 | Punti      | 14 Oturu 12 Bryant 11 Larkin |
| Clyburn, Shengelia 3                                        | Assist     | 3 Bryant, Larkin             |
| Clyburn, Cordinier, Shengelia, Žižić 5                      | Rimbalzi   | 9 Oturu                      |
| Luca Banchi                                                 | Allenatori | Tomislav Mijatović           |

| Arbitri: | Robert Lottermoser Jakub Zamojski Gentian Cici |

|                               |            |                                 |
| Sako 19 Maledon 17 de Colo 16 | Punti      | 23 Cordinier 15 Diouf 11 Pajola |
| de Colo 8                     | Assist     | 6 Cordinier                     |
| Sako 11                       | Rimbalzi   | 5 Cordinier, Shengelia          |
| Pierric Poupet                | Allenatori | Luca Banchi                     |

| Arbitri: | Carlos Peruga Joseph Bissang Eduard Udyanskyy |

|                                              |            |                                        |
| Clyburn 16 Pajola, Shengelia 11 Cordinier 10 | Punti      | 15 Giedraitis 11 Francisco 10 Ulanovas |
| Pajola 5                                     | Assist     | 8 Francisco                            |
| Shengelia 11                                 | Rimbalzi   | 6 Birutis, Smailagić                   |
| Luca Banchi                                  | Allenatori | Andrea Trinchieri                      |

| Arbitri: | Damir Javor Tomasz Trawicki Nick van den Broeck |

|                             |            |                                            |
| Okobo 20 James 19 Jaiteh 15 | Punti      | 17 Shengelia 12 Diouf 11 Cordinier, Morgan |
| Okobo 6                     | Assist     | 4 Cordinier, Morgan                        |
| Jaiteh 7                    | Rimbalzi   | 6 Cordinier                                |
| Saša Obradović              | Allenatori | Luca Banchi                                |

| Arbitri: | Miguel Ángel Pérez Juan Carlos García Kristaps Konstantinovs |

|                                    |            |                                   |
| Jones 20 Lundberg 14 Marinković 10 | Punti      | 27 Clyburn 12 Cordinier 10 Morgan |
| Bonga 4                            | Assist     | 3 Cordinier, Morgan               |
| Bonga, Jones 6                     | Rimbalzi   | 10 Cordinier                      |
| Željko Obradović                   | Allenatori | Luca Banchi                       |

| Arbitri: | Oļegs Latiševs Borys Ryzhyk Hüseyin Çelik |

|                                     |            |                                     |
| Shengelia 21 Cordinier 18 Morgan 17 | Punti      | 26 Edwards 16 Napier 14 Weiler-Babb |
| Cordinier 5                         | Assist     | 7 Napier                            |
| Diouf 5                             | Rimbalzi   | 7 da Silva, Weiler-Babb             |
| Luca Banchi                         | Allenatori | Gordon Herbert                      |

| Arbitri: | Ilija Belošević Uroš Nikolić Artūras Šukys |

|                                |            |                                     |
| Mirotić 21 LeDay 19 Causeur 18 | Punti      | 25 Shengelia 21 Belinelli 11 Morgan |
| Dimitrijević 9                 | Assist     | 10 Morgan                           |
| Mirotić 13                     | Rimbalzi   | 5 Diouf                             |
| Ettore Messina                 | Allenatori | Luca Banchi                         |

| Arbitri: | Juan Carlos García Joseph Bissang Leandro Lezcano |

|                                  |            |                                           |
| Shengelia 16 Žižić 14 Clyburn 11 | Punti      | 21 Randolph 10 Jokubaitis 10 DiBartolomeo |
| Pajola 6                         | Assist     | 6 Jokubaitis                              |
| Žižić 9                          | Rimbalzi   | 8 Hoard                                   |
| Luca Banchi                      | Allenatori | Oded Kattash                              |

| Arbitri: | Piotr Pastusiak Luka Kardum Mario Majkić |

|                                        |            |                                      |
| Hezonja 20 Rathan-Mayes 17 Campazzo 14 | Punti      | 20 Shengelia 18 Cordinier 15 Clyburn |
| Campazzo 9                             | Assist     | 7 Cordinier                          |
| Deck, Ibaka 6                          | Rimbalzi   | 7 Žižić                              |
| Chus Mateo                             | Allenatori | Luca Banchi                          |

| Arbitri: | Damir Javor Artūras Šukys Sašo Petek |

|                                      |            |                             |
| Clyburn 18 Shengelia 17 Cordinier 12 | Punti      | 20 Nunn 16 Lessort 11 Grant |
| Cordinier 7                          | Assist     | 7 Sloukas                   |
| Cordinier 7                          | Rimbalzi   | 8 Lessort                   |
| Luca Banchi                          | Allenatori | Ergin Ataman                |

| Arbitri: | Miguel Ángel Pérez Uroš Nikolić Marcin Kowalski |

|                                 |            |                                     |
| Shengelia 23 Žižić 18 Morgan 14 | Punti      | 21 Gudurić 19 Hayes-Davis 18 Colson |
| Cordinier 5                     | Assist     | 3 Biberović, Gudurić, Mays          |
| Clyburn, Shengelia 6            | Rimbalzi   | 8 Colson, Hayes-Davis               |
| Luca Banchi                     | Allenatori | Šarūnas Jasikevičius                |

| Arbitri: | Robert Lottermoser Borys Ryzhyk Alberto Baena |

|                         |            |                                 |
| Shorts 19 Lô 15 Hifi 11 | Punti      | 25 Clyburn 16 Cordinier 9 Žižić |
| Shorts 9                | Assist     | 8 Cordinier                     |
| Ward 9                  | Rimbalzi   | 7 Cordinier                     |
| Tiago Splitter          | Allenatori | Luca Banchi                     |

| Arbitri: | Tomislav Hordov Gytis Vilius Amit Balak |

|                              |            |                                   |
| Clyburn 23 Žižić 13 Diouf 12 | Punti      | 20 Procida 16 McCormack 13 Thomas |
| Morgan, Pajola 6             | Assist     | 6 Hermannsson                     |
| Diouf 8                      | Rimbalzi   | 14 McCormack                      |
| Luca Banchi                  | Allenatori | Israel González                   |

| Arbitri: | Mehdi Difallah Juan Carlos García Leandro Lezcano |

|                                      |            |                                   |
| Shengelia 25 Clyburn 19 Cordinier 13 | Punti      | 26 Canaan 21 Mitrović 20 Petrušev |
| Pajola 4                             | Assist     | 8 Yago                            |
| Clyburn 12                           | Rimbalzi   | 8 Petrušev                        |
| Nenad Jakovljević                    | Allenatori | Giannīs Sfairopoulos              |

| Arbitri: | Saša Pukl Piotr Pastusiak Joseph Bissang |

|                                               |            |                                      |
| Rogkavopoulos 19 Howard 13 Baldwin, Forrest 9 | Punti      | 23 Clyburn 16 Shengelia 11 Cordinier |
| Moneke 4                                      | Assist     | 6 Pajola                             |
| Diop 8                                        | Rimbalzi   | 10 Shengelia                         |
| Pablo Laso                                    | Allenatori | Duško Ivanović                       |

| Arbitri: | Damir Javor Luka Kardum Jurgis Laurinavičius |

|                                   |            |                                  |
| Vezenkov 27 Fournier 20 Peters 12 | Punti      | 20 Belinelli 15 Morgan 9 Clyburn |
| Fournier, Walkup 7                | Assist     | 5 Pajola                         |
| Vezenkov 10                       | Rimbalzi   | 7 Žižić                          |
| Giōrgos Mpartzōkas                | Allenatori | Duško Ivanović                   |

| Arbitri: | Borys Ryzhyk Gytis Vilius Mario Majkić |

|                                 |            |                                    |
| Cordinier 24 Žižić 12 Morgan 10 | Punti      | 21 Parker 17 Punter 14 Hernangómez |
| Cordinier, Pajola 7             | Assist     | 8 Satoranský                       |
| Žižić 11                        | Rimbalzi   | 6 Punter                           |
| Duško Ivanović                  | Allenatori | Joan Peñarroya                     |

##### Girone di ritorno
| Arbitri: | Juan Carlos García Sašo Petek Josip Radojković |

|                                         |            |                                        |
| Polonara 17 Clyburn 13 Diouf, Morgan 10 | Punti      | 20 Maledon 12 Sako 8 de Colo, Roberson |
| Pajola 6                                | Assist     | 4 Harrison, Maledon                    |
| Polonara 9                              | Rimbalzi   | 9 Sako                                 |
| Duško Ivanović                          | Allenatori | Pierric Poupet                         |

| Arbitri: | Carlos Peruga Milivoje Jovčić Eduard Udyanskyy |

|                                            |            |                                 |
| Nunn, Yurtseven 27 Hernangómez 16 Brown 12 | Punti      | 25 Clyburn 15 Diouf 12 Gražulis |
| Brown 7                                    | Assist     | 6 Morgan, Pajola                |
| Hernangómez, Yurtseven 7                   | Rimbalzi   | 4 Clyburn, Gražulis             |
| Ergin Ataman                               | Allenatori | Duško Ivanović                  |

| Arbitri: | Saša Pukl Borys Ryzhyk Uroš Obrknežević |

|                                    |            |                                                |
| Morgan 17 Cordinier 16 Polonara 15 | Punti      | 16 Šamanić 13 Rogkavopoulos 11 Luwawu-Cabarrot |
| Pajola 7                           | Assist     | 5 Jaramaz                                      |
| Cordinier 7                        | Rimbalzi   | 10 Rogkavopoulos                               |
| Duško Ivanović                     | Allenatori | Pablo Laso                                     |

| Arbitri: | Mehdi Difallah Robert Vyklický Sašo Petek |

|                                         |            |                                              |
| Francisco 20 Ulanovas 16 Butkevičius 11 | Punti      | 18 Cordinier 12 Shengelia 8 Gražulis, Morgan |
| Francisco 4                             | Assist     | 5 Pajola                                     |
| Butkevičius, Dunston 5                  | Rimbalzi   | 8 Diouf                                      |
| Andrea Trinchieri                       | Allenatori | Duško Ivanović                               |

| Arbitri: | Sreten Radović Joseph Bissang Hüseyin Çelik |

|                               |            |                                     |
| Booker 21 Napier 14 Giffey 11 | Punti      | 20 Shengelia 13 Morgan 11 Cordinier |
| Weiler-Babb 9                 | Assist     | Cordinier, Shengelia 6              |
| Booker 8                      | Rimbalzi   | Cordinier 8                         |
| Gordon Herbert                | Allenatori | Duško Ivanović                      |

| Arbitri: | Carlos Peruga Igor Dragojević Steve Bittner |

|                                     |            |                                                |
| Shengelia 15 Pajola 14 Belinelli 11 | Punti      | 24 James 14 Strazel 11 Motiejūnas, Papagiannīs |
| Pajola 4                            | Assist     | 4 James                                        |
| Diouf 6                             | Rimbalzi   | 7 James                                        |
| Duško Ivanović                      | Allenatori | Vasilīs Spanoulīs                              |

| Arbitri: | Miguel Ángel Pérez Jakub Zamojski Alberto Baena |

|                                  |            |                                     |
| Gudurić 17 McCollum 15 Colson 12 | Punti      | 35 Shengelia 12 Cordinier 11 Morgan |
| Hall, McCollum 3                 | Assist     | 5 Cordinier                         |
| Colson 5                         | Rimbalzi   | 5 Shengelia                         |
| Šarūnas Jasikevičius             | Allenatori | Duško Ivanović                      |

| Arbitri: | Emin Moğulkoç Seffi Shemmesh Eduard Udyanskyy |

|                                    |            |                                  |
| Shengelia 16 Cordinier 13 Morgan 9 | Punti      | 20 Brown 19 Jones C. 12 Jones T. |
| Shengelia 8                        | Assist     | 6 Lundberg                       |
| Cordinier, Shengelia 5             | Rimbalzi   | 12 Jones T.                      |
| Duško Ivanović                     | Allenatori | Željko Obradović                 |

| Arbitri: | Borys Ryzhyk Milivoje Jovčić Marcin Kowalski |

|                                     |            |                               |
| Shengelia 17 Cordinier 15 Tucker 14 | Punti      | 23 Hifi 16 Shorts 13 Jantunen |
| Cordinier, Hackett 3                | Assist     | 6 Shorts                      |
| Cordinier 6                         | Rimbalzi   | 4 Shorts, Ward                |
| Duško Ivanović                      | Allenatori | Tiago Splitter                |

| Arbitri: | Juan Carlos García Robert Lottermoser Kristaps Konstantinovs |

|                                 |            |                                                                                               |
| Cordinier 15 Hackett 10 Diouf 9 | Punti      | 12 Fall, Fournier, Milutinov, Peters, Vezenkov 11 Papanikolaou 5 Dorsey, Larentzakīs, Vildoza |
| Hackett, Morgan 4               | Assist     | 6 Fournier                                                                                    |
| Diouf 8                         | Rimbalzi   | 8 Vezenkov                                                                                    |
| Duško Ivanović                  | Allenatori | Giōrgos Mpartzōkas                                                                            |

| Arbitri: | Damir Javor Jordi Aliaga Hugues Thépénier |

|                                |            |                                 |
| Bryant 21 Poirier 18 Larkin 12 | Punti      | 17 Shengelia 11 Morgan 9 Pajola |
| Dozier 6                       | Assist     | 4 Pajola                        |
| Poirier 13                     | Rimbalzi   | 5 Hackett, Shengelia            |
| Luca Banchi                    | Allenatori | Duško Ivanović                  |

| Arbitri: | Mehdi Difallah Tomislav Hordov Artūras Šukys |

|                                            |            |                                                |
| Morgan 11 Tucker 10 Cordinier, Shengelia 8 | Punti      | 13 Musa, Tavares 10 Garuba, Hezonja 9 Fernando |
| Cordinier, Morgan 4                        | Assist     | 7 Campazzo                                     |
| Shengelia 7                                | Rimbalzi   | 6 Hezonja                                      |
| Duško Ivanović                             | Allenatori | Chus Mateo                                     |

| Arbitri: | Emin Moğulkoç Oļegs Latiševs Robert Vyklický |

|                                  |            |                                 |
| Jokubaitis 19 Clark 14 Sorkin 12 | Punti      | 15 Polonara 13 Clyburn 11 Žižić |
| Blatt 6                          | Assist     | 4 Pajola                        |
| Williams 10                      | Rimbalzi   | 12 Žižić                        |
| Oded Kattash                     | Allenatori | Duško Ivanović                  |

| Arbitri: | Carlos Peruga Seffi Shemmesh Thomas Bissuel |

|                                             |            |                                 |
| Davidovac 17 Petrušev 16 Miller-McIntyre 11 | Punti      | 13 Shengelia 12 Clyburn 8 Akele |
| Petrušev, Teodosić 6                        | Assist     | 4 Cordinier, Pajola             |
| Giedraitis, Miller-McIntyre 6               | Rimbalzi   | 6 Holiday                       |
| Giannīs Sfairopoulos                        | Allenatori | Duško Ivanović                  |

| Arbitri: | Milan Nedović Borys Ryzhyk Amit Balak |

|                                           |            |                                     |
| Thomas 11 Rapieque 9 Baker, Hermannsson 8 | Punti      | 16 Polonara 15 Shengelia 14 Clyburn |
| Delow, Hermannsson 3                      | Assist     | 8 Pajola                            |
| Rapieque 6                                | Rimbalzi   | 6 Clyburn                           |
| Pedro Calles                              | Allenatori | Duško Ivanović                      |

| Arbitri: | Mehdi Difallah Carlos Cortés Maxime Boubert |

|                                          |            |                                      |
| Morgan 16 Shengelia 14 Clyburn, Žižić 13 | Punti      | 19 LeDay 10 Ricci, Tonut 9 Bortolani |
| Morgan, Pajola, Shengelia 3              | Assist     | 4 Mannion                            |
| Clyburn, Hackett, Shengelia 4            | Rimbalzi   | 6 Ricci                              |
| Duško Ivanović                           | Allenatori | Ettore Messina                       |

| Arbitri: | Robert Lottermoser Jakub Zamojski Rain Peerandi |

|                                     |            |                                    |
| Punter 20 Anderson 12 Satoranský 11 | Punti      | 17 Shengelia 16 Holiday 15 Clyburn |
| Satoranský 9                        | Assist     | 6 Pajola                           |
| Hernangómez 7                       | Rimbalzi   | 6 Polonara                         |
| Joan Peñarroya                      | Allenatori | Duško Ivanović                     |

### Supercoppa Italiana

#### Semifinale
| Arbitri: | Beniamino Manuel Attard (Priolo Gargallo) Alessandro Perciavalle (Torino) Alessandro Nicolini (Bagheria) |

|                                  |            |                                                   |
| Copeland 30 Pangos 15 Manning 11 | Punti      | 21 Shengelia 13 Clyburn, Hackett, Morgan 11 Žižić |
| Pangos 6                         | Assist     | 5 Shengelia                                       |
| Totè, Woldetensae 5              | Rimbalzi   | 5 Hackett, Shengelia                              |
| Igor Miličić                     | Allenatori | Luca Banchi                                       |

#### Finale
| Arbitri: | Saverio Lanzarini (Bologna) Beniamino Manuel Attard (Priolo Gargallo) Edoardo Gonella (Genova) |

|                                             |            |                                     |
| Nebo 20 Bolmaro, Mirotić 18 Dimitrijević 16 | Punti      | 18 Polonara 17 Shengelia 14 Clyburn |
| Dimitrijević, Shields 6                     | Assist     | 5 Hackett                           |
| Nebo, Tonut 9                               | Rimbalzi   | 8 Shengelia                         |
| Ettore Messina                              | Allenatori | Luca Banchi                         |

### Coppa Italia

#### Quarti di finale
| Arbitri: | Beniamino Manuel Attard (Priolo Gargallo) Guido Giovannetti (Bari) Carmelo Lo Guzzo (Pisa) |

|                                    |            |                                     |
| Diouf 20 Shengelia 14 Belinelli 10 | Punti      | 19 Shields 16 LeDay 14 Dimitrijević |
| Pajola 5                           | Assist     | 4 Shields                           |
| Shengelia 8                        | Rimbalzi   | 7 LeDay                             |
| Duško Ivanović                     | Allenatori | Ettore Messina                      |